# УАСКИ
УАСКИ («универсальная автоматизированная система контроля исполнения») — централизованная система контроля за исполнением внутренних документов в организации.
Получила распространение в СССР в 1960-е годы и использовалась для обеспечения максимально возможной эффективности исполнения документов, требующих взаимодействия двух или более структурных единиц предприятия.

## Принцип действия
При необходимости гарантированного исполнения какого-либо документа подразделение, которое его выпустило, ставит соответствующее задание на учёт в систему УАСКИ в соответствии с процедурой принятой на предприятии. Каждое задание (карточка УАСКИ) содержит в себе информацию
- о документе, на основе которого было выпущено задание (приказ, распоряжение, протокол совещания);
- о лице ответственном за выполнение задания. Обычно это руководитель подразделения, которое должнo выполнить задание;
- о сроках исполнения;
- о лице, имеющем право перенести срок исполнения или подтвердить выполнение задания (закрыть карточку УАСКИ). Обычно карточка УАСКИ закрывается руководителем подразделения, поставившего задание на учёт (куратор) или высшими руководителями предприятия;

Контроль за всеми заданиями или карточками УАСКИ (постановка на учёт, перенос сроков, предупреждение ответственных лиц, снятие задания с учёта) ведёт отдельное независимое подразделение предприятия, например, отдел управления качеством (ОУК) или отдел технического контроля (ОТК). На предприятии может существовать система поощрений и наказаний за своевременное или позднее исполнение задания. Наиболее распространённым вариантом стимулирования являются повышающие или понижающие коэффициенты к окладу (КТУ — коэффициент трудового участия).